# Improved Military Rifle
Pour les articles homonymes, voir IMR.
Improved Military Rifle (IMR) est une marque de poudre sans fumée à grains tubulaires à base de nitrocellulose développée durant la première et la seconde Guerre Mondiale dans les munitions militaires et commerciales, puis vendue aux particuliers pour le rechargement de munitions pour fusil de chasse et de tir à la cible. Ces poudres proviennent d'une modification par l'entreprise DuPont de la poudre Naval Torpedo Station brevetée par Jean Bernadou en 1897, à base de poudre de nitrocellulose en suspension dans de l'éther et de l'alcool.
Les poudres IMR sont enduites de dinitrotoluène (DNT) pour ralentir la combustion initiale et de graphite pour réduire l'accumulation d'électricité statique pendant le mélange et le chargement. Elles contiennent 0,6 % de diphénylamine comme stabilisateur et 1 % de sulfate de potassium pour réduire la lumière à la bouche du canon durant le tir.
IMR® est une marque déposée d'IMR Powder Company, affiliée à la Hodgdon Powder Company, qui commercialise les poudres sous ce nom.

## IMR # 3031
L'IMR # 16 est apparue en 1916 avec des grains de 0,03 pouces (0,762 mm) de diamètre et 0,085 pouces (2,16 mm) de long. Durant la première Guerre Mondiale, cette poudre, ainsi que l'IMR # 17, ont été utilisées dans les cartouches des fusils militaires en France, en Russie et au Royaume-Uni. En 1923, l'IMR # 17½ ajouta 2 % d'étain à l'IMR # 16 pour réduire l'encrassement avec les projectiles à chemisage en cupronickel. Les grains mesuraient 0,03 pouces (0,762 mm) de diamètre et 0,084 pouces (2,13 mm) de long, avec un revêtement de DNT de 8 %. L'IMR # 3031 a remplacé l'IMR # 17½ en 1934 et est prévu pour des charges de moyenne distance et les cartouches militaires et sportives moyennes comme le .257 Roberts, le .30-30 et le .348 Winchester. Les grains mesurent 0,029 (0,737 mm) pouces de diamètre et 0,083 pouces (2,11 mm) de long, avec un revêtement de DNT de 7 %.

## IMR # 4064
La première des poudres IMR, l'IMR # 15 a été conçue en 1914 pour remplacer la cordite des cartouches .276 Enfield. Les grains mesurent 0,032 pouces (0,813 mm) de diamètre et 0,084 pouces (2,13 mm) de long, avec un revêtement DNT de 9 %. En 1919, l'IMR # 15½ ajouta 2 % d'étain à l'IMR # 15 pour réduire l'encrassement avec les projectiles à chemisage en cupronickel. L'IMR # 4064 a remplacé ces deux poudres en 1935 et est prévu pour des étuis magnum comme le .250-3000 Savage, le .35 Whelen et le .375 H&H Magnum. IMR considère néanmoins le 4064 comme la poudre la plus polyvalente de son catalogue, fonctionnant avec une large gamme de cartouches de fusil de forte puissance. Les grains mesurent 0,031 pouces (0,787 mm) de diamètre et 0,083 pouces (2,11 mm) de long, avec un revêtement DNT de 6,5 %.

## IMR # 4198
La poudre pour fusils militaires (Military Rifle) MR # 21 est apparue en 1913 pour le chargement des cartouches sportives traditionnelles dont les munitions autochargeantes .25, .30 et .32 Remington, .22 Savage Hi-Power et .25-35 et .30-30 pour fusils à levier. Les grains mesurent 0,03 pouces (0,762 mm) de diamètre et 0,04 pouces (1,02 mm) de long. La décennie suivante, l'MR # 21 a été remplacé par l'IMR # 18 avec des grains de 0,03 pouces (0,762 mm) de diamètre et 0,05 pouces (1,27 mm) de long. L'IMC # 4198 est apparu en 1935 pour remplacer l'IMR # 25½, à propos duquel peu d'informations existent puisque DuPont ne l'a jamais vendue pour du chargement à la main. L'IMR # 4198 est prévu pour des charges de faible distance et des étuis à capacité moyenne comme le .300 Savage, le .32 Remington, et le .32 Winchester Special. Les grains mesurent 0,026 pouces (0,66 mm) de diamètre et 0,083 pouces (2,11 mm) de long, avec un revêtement DNT de 4,5 %.

## IMR # 4227
L'IMR # 1204 est apparue en 1925 pour les petites cartouches à chargement par levier comme les .25-20, .32-20, .38-40, et .44-40. Les grains mesurent 0,025 pouces (0,635 mm) de diamètre et 0,021 pouces (0,533 mm) de long avec un revêtement DNT de 8 %. L'IMR # 4227 a remplacé l'IMR # 1204 en 1935 pour les étuis petite capacité comme le .22 Hornet, le .25-20 et le .32-20. Les grains mesurent 0,024 pouces (0,61 mm) de diamètre et 0,023 pouces (0,584 mm) de long, avec un revêtement DNT de 6,5 %.

## IMR # 4320
L'IMR # 1147 es apparu en 1923 pour les cartouches militaires comme le .30-06 Springfield et le 7,92×57 mm Mauser. Les grains mesurent 0,034 pouces (0,635 mm) de diamètre et 0,042 pouces (1,07 mm) de long avec un revêtement DNT de 8 %. L'IMR # 4320 a remplacé l'IMR # 1147 en 1935. Les grains mesurent 0,034 pouces (0,864 mm) de diamètre et 0,042 (1,07 mm) pouces de long, avec un revêtement DNT de 6,5 %. L'IMR # 4320 est prévu pour les étuis sportifs et militaires grande capacité comme le .220 Swift, le .270 Winchester et le .30-06

## IMR # 4350
En 1910, le MR # 10 a été conçu pour le .280 Ross, avec des gros grains de 0,033 pouces (0,838 mm) de diamètre et 0,12 pouces (3,05 mm) de long destinés à ralentir la vitesse de combustion. L'IMR # 10 a été remplacé par l'IMR # 13 en 1917 pour des étuis de grande capacité à goulot étroit. Les grains mesurent 0,035 pouces (0,889 mm) de diamètre et 0,08 pouces (2,03 mm) de long. L'IMR # 4350 a remplacé l'IMR # 13 en 1940. Les grains mesurent 0,038 pouces (0,965 mm) de diamètre et 0,083 pouces (2,11 mm) de long avec un revêtement DNT de 5,5 %.

## IMR # 4475
L'IMR # 4475 a été développé en 1936, mais n'a jamais été vendu pour le rechargement à la main. Il a été utilisé pour charger les munitions militaires 7,62×51 mm OTAN et 5,56×45 mm OTAN durant la Guerre Froide.

## IMR # 4831
L'IMR # 4831 a été utilisé dans les munitions des canons 20 mm Oerlikon durant la seconde Guerre Mondiale. Elle fut par la suite vendue au public civil après que l'Oerlikon ait été déclaré obsolète après la guerre. Les grains mesurent 0,038 pouces (0,965 mm) de diamètre et 0,083 pouces (2,11 mm) de long avec un revêtement DNT de 7 %. L'IMR # 4831 contient 1,1 % de diphénylamine, soit 0,5% de plus que les autres les autres poudres IMR.

## IMR # 4895
Auparavant appelé 1909 Military ou Pyro DG (pour  Diphenylamine Graphited), 500 tonnes d'IMR # 20 furent fabriquées chaque jour pour les munitions .30-06 M1906 de 150 grains (9,72 g) durant la première Guerre Mondiale. Les grains mesurent 0,03 pouces (0,762 mm) de diamètre et 0,084 pouces (2,13 mm) de long avec un revêtement DNT de 9 %. L'IMR # 1185 a été utilisé quand le .30-06 fut remplacé par le M1 de 173 grains entre 1926 et 1938. Les grains mesurent 0,032 pouces (0,813 mm) de diamètre et 0,084 pouces (2,13 mm) de long avec un revêtement DNT de 7 %. L'IMC #4895 a été utilisé dans les munitions .30-06 M2 de 152 grains (9,849 g) pendant la seconde Guerre Mondiale. Les grains mesurent 0,032 pouces (0,813 mm) de diamètre et 0,056 pouces (1,42 mm) de long avec un revêtement DNT de 5,5 %.

## Trail Boss
L'IMR Trail Boss est une poudre volumineuse créée en 2005 pour être utilisée dans de vieux modèles de cartouches. Les munitions pensées pour la poudre noire ne peuvent être entièrement remplies avec des poudres récentes, créant un plus grand risque de détonation. L'IMR a conçu le Trail Boss pour qu'elle soit plus volumineuse et réduise ainsi les risques de double charge durant le chargement à main. L'augmentation du volume est due à la forme torique des grains.